# حور غوزمانانتيلي
حور غوزمانانتيلي (الاسم العلمي:Populus guzmanantlensis) هو نوع من النباتات يتبع جنس الحور من الفصيلة الصفصافية.